# Lomtjärnen (Burträsks socken, Västerbotten, 717182-170172)
Lomtjärnen är en sjö i Skellefteå kommun i Västerbotten och ingår i Rickleåns huvudavrinningsområde. Lomtjärnen ligger i Jättungsmyran Natura 2000-område.